# Echsenbach
Echsenbach je městys v Rakousku ve spolkové zemi Dolní Rakousy v okrese Zwettl. Žije v něm 1 223 obyvatel (podle sčítání z roku 2016).

## Poloha
Echsenbach se nachází v severozápadní části spolkové země Dolní Rakousy. Jeho rozloha činí 23,11 km², z nichž 21,65 % je jich zalesněných.

### Členění
Území městyse Echsenbach se skládá ze sedmi částí (v závorce uveden počet obyvatel k 1. 1. 2015):
- Echsenbach (732)
- Gerweis (130)
- Großkainraths (105)
- Haimschlag (85)
- Kleinpoppen (69)
- Rieweis (36)
- Wolfenstein (56)

## Historie
První písemná zmínka o Altmelonu je z roku 1175.

## Správa
Starostou městyse je Josef Baireder (ÖVP). V devatenáctičlenném zastupitelstvu je 17 členů strany ÖVP a 2 členové strany SPÖ.

## Osobnosti
- Rudolf Franz Eichhorn, farář a sociální reformátor, narozen v části Kleinpoppen

## Galerie

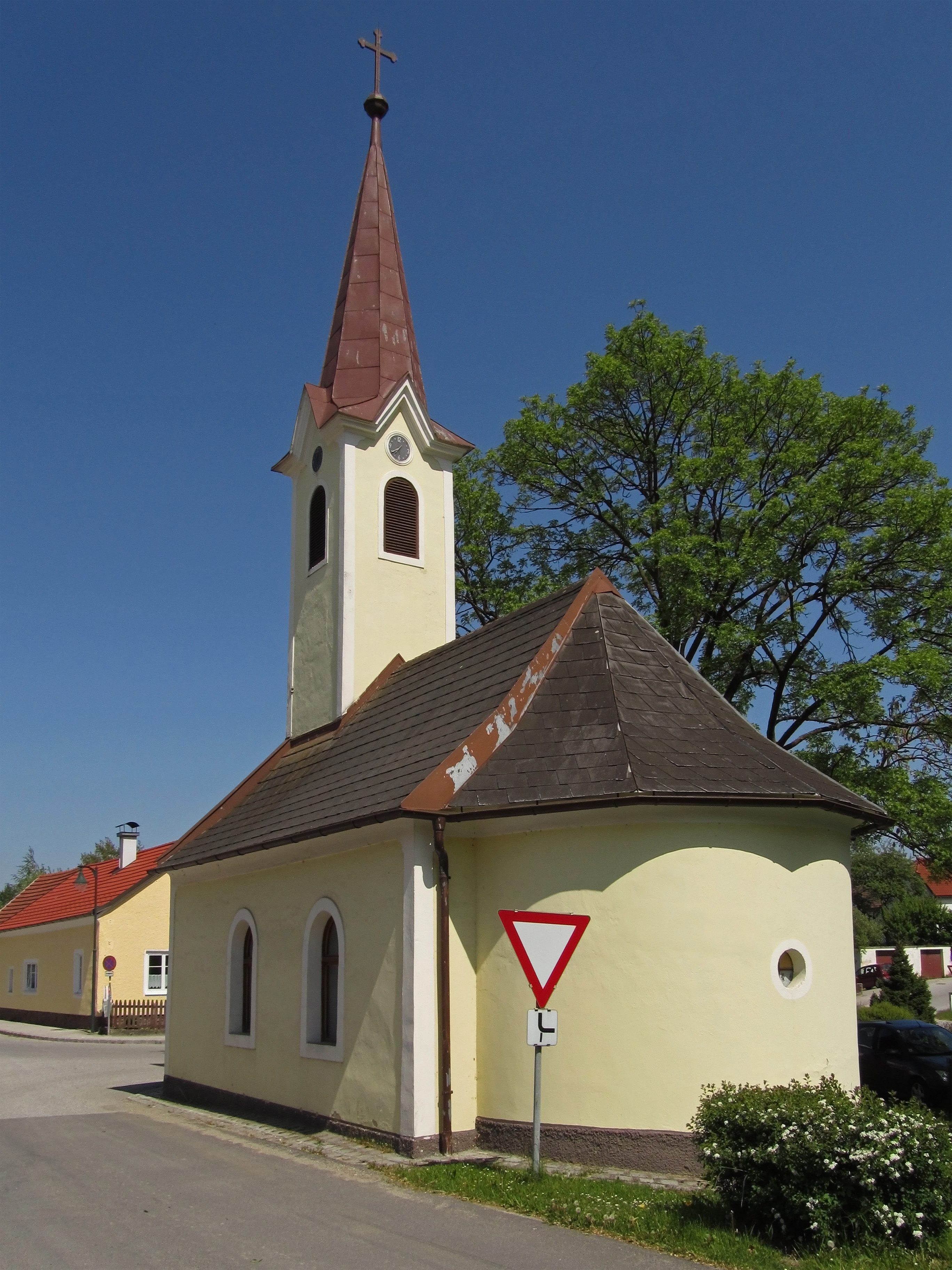
Místní kaplička v Gerweis
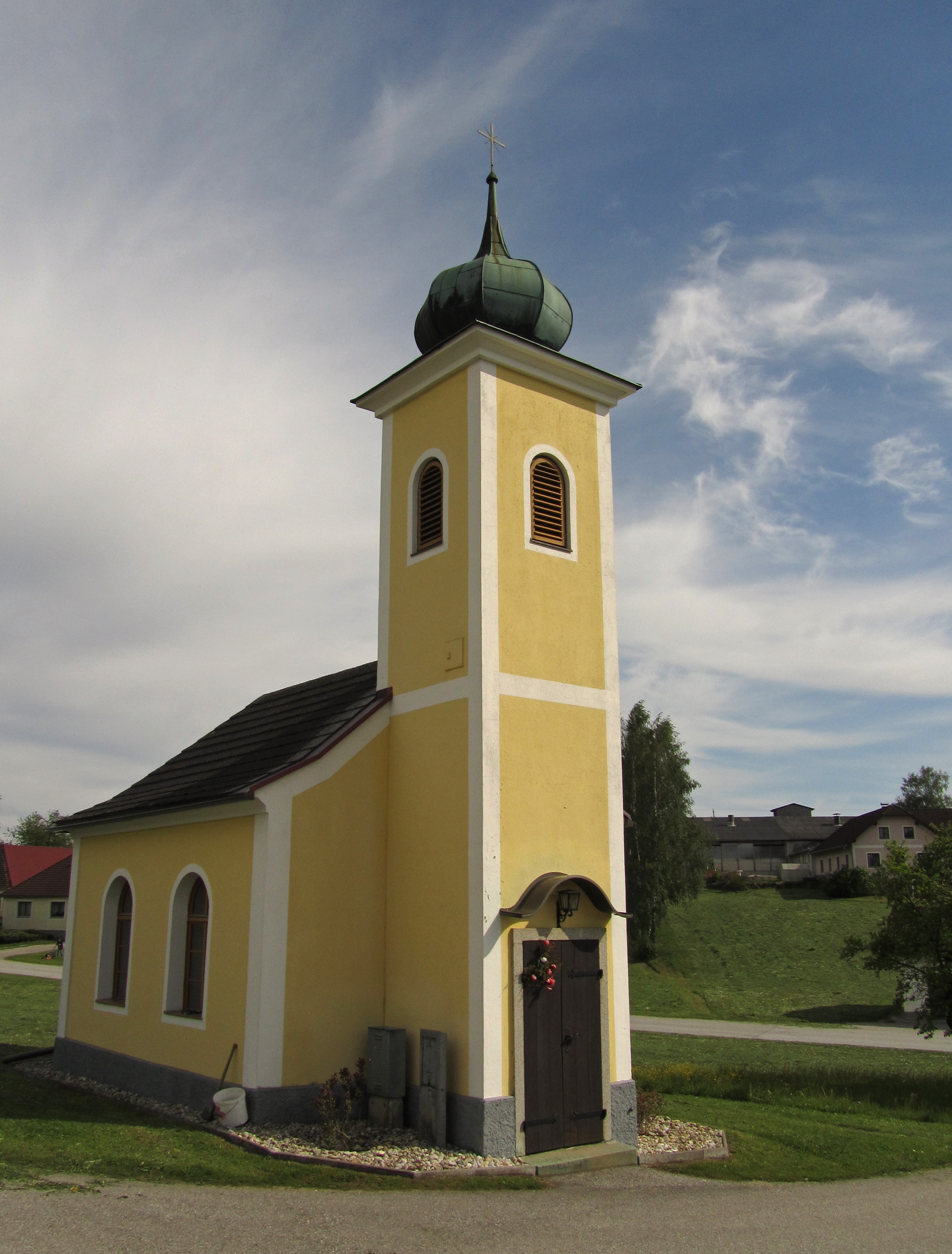
Kaplička sv. Floriána v Kleinpoppen
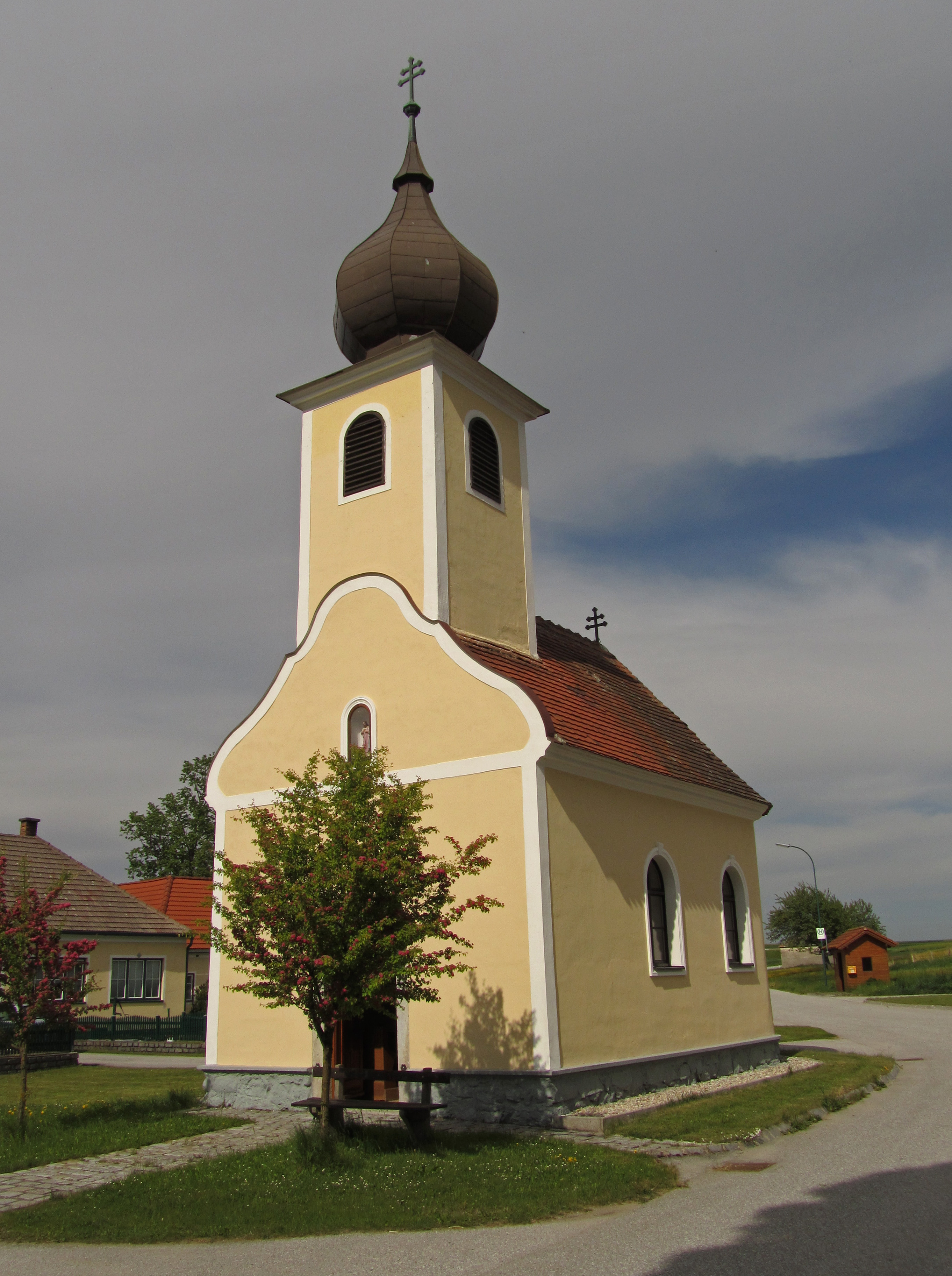
Místní kaplička v Rieweis
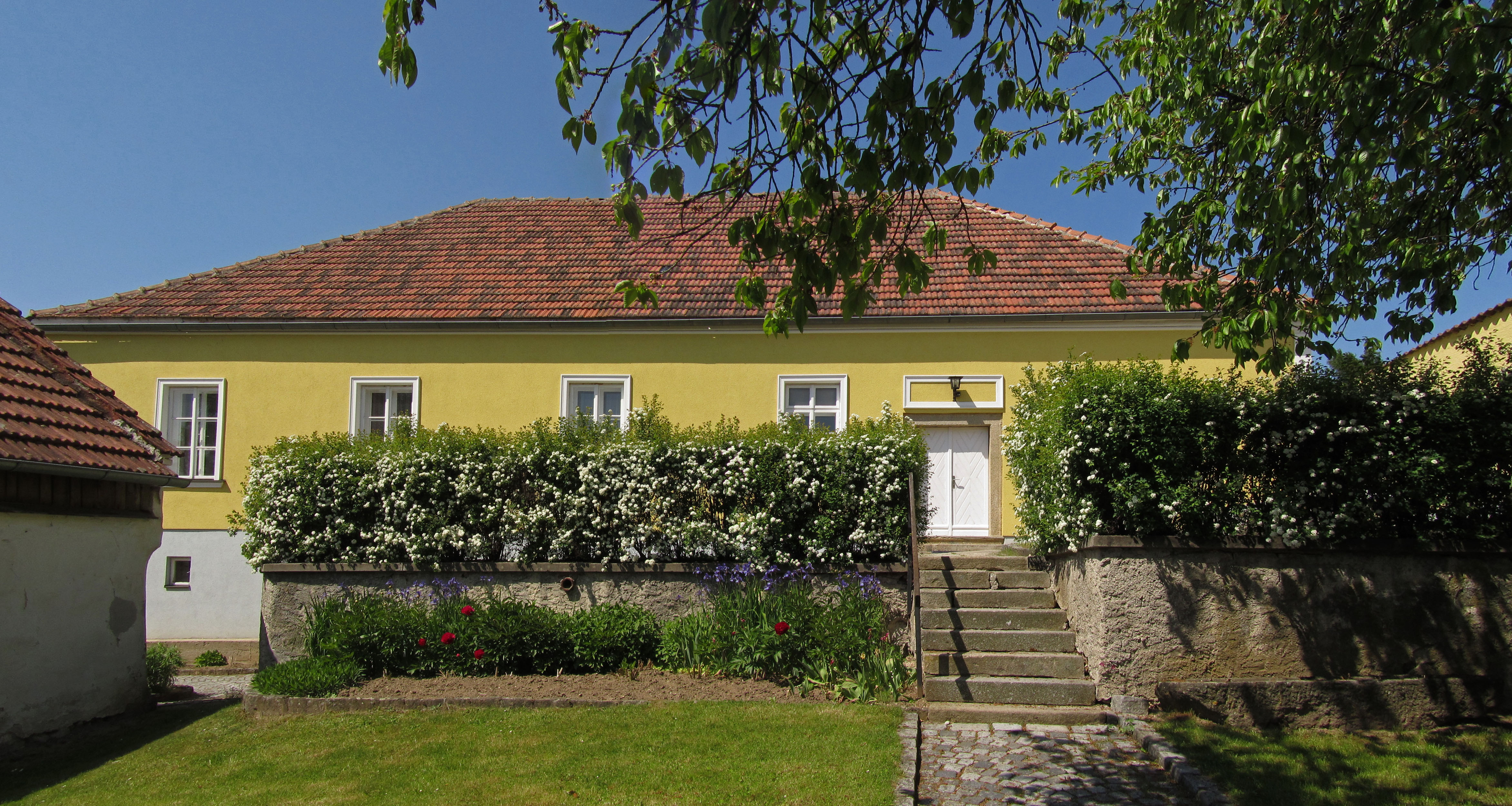
Fara v Echsenbachu